# Ernst Rudolf Bierling
Ernst Rudolf Bierling, född den 7 januari 1841 i Zittau, död den 8 november 1919 i Greifswald, var en tysk rättslärd.
Bierling blev juris doktor 1863, docent i Göttingen 1871 och professor i Greifswald 1873. Han var en följd av år ledamot av preussiska Abgeordnetenhaus, sedan av Herrenhaus. Han utgav bland annat Zur Kritik der juristischen Grundbegriffe I, II (1877, 1883) och Juristische Prinzipienlehre I-V (1894–1917) liksom ett flertal kyrkorättsliga avhandlingar. År 1883 kallades han till teologie hedersdoktor i Greifswald.